# Acanthopygus uniformis
Acanthopygus uniformis là một loài bọ cánh cứng thuộc chi Acanthopygus trong họ Anthribidae. Loài này được Heller mô tả lần đầu năm 1916.